# Schwedisch-Ingermanland

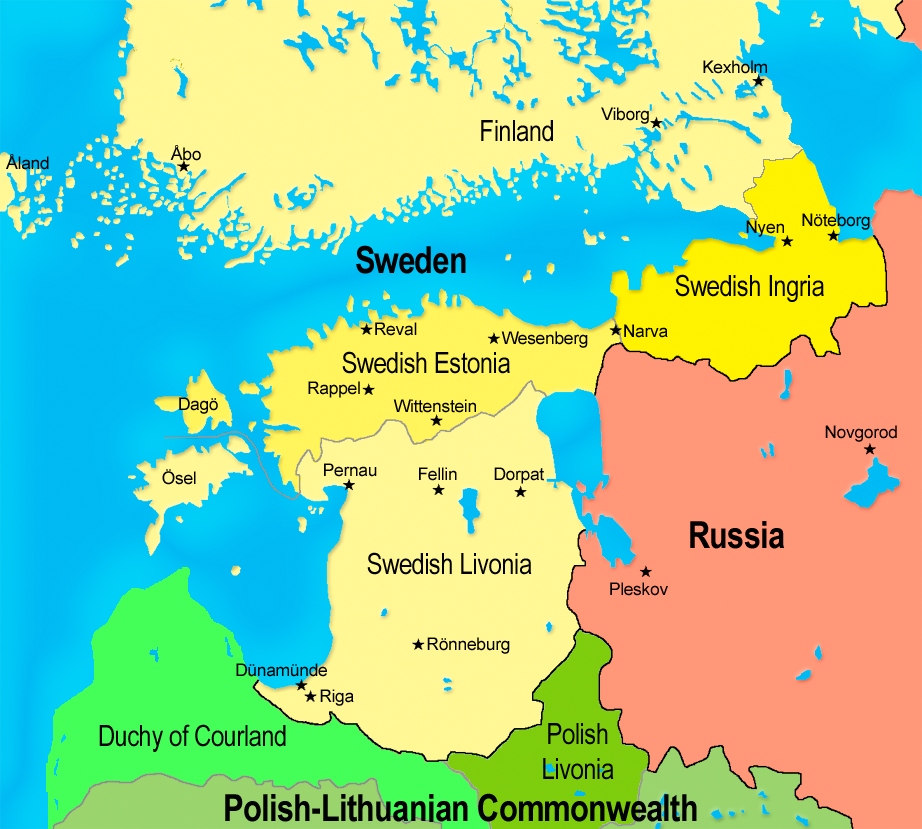
Schwedisch-Ingermanland

Wappen Schwedisch-Ingermanlands

Schwedisch-Ingermanland (schwedisch Svenska Ingermanland) war eine Provinz des schwedischen Reiches von 1583 bis 1595 und erneut von 1617 bis 1721, als Ingermanland in Folge des Nystädter Friedensvertrages an das Russische Kaiserreich abgetreten wurde.

## Geschichte
Ingermanland ging in den 1580er Jahren im Zuge des Livländischen Krieges das erste Mal in schwedischen Besitz über wurde aber 1595 im Frieden von Teusina wieder an Russland zurückgegeben. Russland war zu der Zeit durch Thronwirren stark geschwächt und konnte dem schwedischen Expansionsstreben im Ingermanländischen Krieg nicht standhalten. Als Ergebnis der kriegerischen Auseinandersetzungen wurde Schwedisch-Ingermanland 1617 zusammen mit dem Kexholms län im Vertrag von Stolbowo vom Russischen Zarentum an Schweden abgetreten.
Es reichte vom Einzugsgebiet der Newa im Osten, dem Finnischen Meerbusen, dem Narvafluss und den Peipussee im Süd-Westen und dem Ladogasee im Nord-Osten. Im Norden verlief die Grenze Ingermanlands an der Provinz Schwedisch-Karelien entlang der Sestra. Schwedens Interesse an Ingermanland war strategischer Natur. Es diente als Pufferzone gegen russische Angriffe auf die Karelische Landenge nordwestlich vom heutigen Sankt Petersburg. Zudem musste Russlands Seehandel über schwedische Häfen abgefertigt werden, wodurch zusätzliche Einnahmen für Schweden entstanden. Ingermanland wurde zu einem Ziel für Deportierte aus dem schwedischen Kernland, blieb aber nur spärlich besiedelt. In der gesamten Provinz lebten 1664 rund 15.000 Menschen. Schwedische Versuche, den protestantischen Glauben zu verbreiten, trafen auf Vorbehalte der orthodoxen einheimischen Bevölkerung. Nyen an der Newa auf dem Stadtgebiet des heutigen Sankt Petersburgs wurde das Handelszentrum von Schwedisch-Ingermanland und 1642 zum Verwaltungszentrum ernannt. Im Jahr 1656 zerstörte ein russischer Angriff die Stadt und das Verwaltungszentrum wurde in das weiter westlich in Schwedisch-Estland gelegene Narva verlegt. Die wichtigsten Festungen der Provinz waren Festung Nöteborg, Nyenschanz, Koporje und Jam.
Schwedisch-Ingermanland besaß keinen eigenen Landtag. Es fehlte auch ein einheimischer politisch und wirtschaftlich bedeutender Adelsstand. Der dort ansässige, überwiegend schwedische Donationsadel war im schwedischen Ritterhaus organisiert. Anders als in Schwedisch-Estland oder Schwedisch-Livland, in denen es starke Adelskorporationen gab, wurde das schwedische Recht auf die Provinz Ingermanlands übertragen, ohne lokale Gewohnheitsrechte einzubeziehen. 
1703 wurde Ingermanland erneut von russischen Truppen im Großen Nordischen Krieg erobert. An Stelle von Nyen errichteten die Russen ab 1703 am Finnischen Meerbusen die neue russische Hauptstadt Sankt Petersburg. 1708 wurde das nun russische Ingermanland als Gouvernement Ingermanland zum ersten Gouvernement des Russischen Reiches erklärt; wenig später wurde auch das restliche Gebiet des Reiches in zunächst sieben weitere Gouvernements geteilt. 1710 wurde das Gouvernement Ingermanland in Gouvernement Sankt Petersburg umbenannt. Es umfasste weit größere, über das Gebiet Schwedisch-Ingermanlands hinausgehende Territorien. Das Gouvernement existierte bis 1927, nach und nach immer wieder durch Gebietsabtretungen an umliegende und neu gebildete Verwaltungseinheiten verkleinert. 1927 entstand aus dem Gouvernement die bis heute existierende Oblast Leningrad, die das Gebiet des früheren Schwedisch-Ingermanland vollständig umfasst.